# La Bussière (Vienne)
La Bussière is een gemeente in het Franse departement Vienne (regio Nouvelle-Aquitaine) en telt 370 inwoners (2005). De plaats maakt deel uit van het arrondissement Montmorillon.

## Geografie
De oppervlakte van La Bussière bedraagt 32,9 km², de bevolkingsdichtheid is 11,2 inwoners per km².
De onderstaande kaart toont de ligging van La Bussière (Vienne) met de belangrijkste infrastructuur en aangrenzende gemeenten.

## Demografie
Onderstaande figuur toont het verloop van het inwonertal (bron: INSEE-tellingen).